# The Good Karma Hospital
The Good Karma Hospital è una serie drammatica britannica prodotta da  Tinger Aspect  per ITV.

## Trama
Ruby Walker, una giovane dottoressa che sta cercando di iniziare un nuovo capitolo della vita si dirige verso una nuova comunità indiana, dove fa del proprio meglio per mimetizzarsi.

## Episodi
| Stagione         | Episodi | Prima TV originale | Prima TV italiana |
| ---------------- | ------- | ------------------ | ----------------- |
| Prima stagione   | 6       | 2017               | inedita           |
| Seconda stagione | 6       | 2018               | inedita           |
| Terza stagione   | 6       | 2019-2020          | inedita           |
| Quarta stagione  | 6       | 2022               | inedita           |